# معلش يا زهر (فلم)
معلش يا زهر فيلم مصري تم إنتاجه عام 1950، من إخراج هنري بركات وبطولة زكي رستم وشادية وكارم محمود وسراج منير وميمي شكيب.

## فريق العمل
إخراج: هنري بركات

تأليف:
- هنري بركات (قصة وسيناريو)
- يوسف عيسى (قصة وسيناريو)
- أبو السعود الإبياري (حوار)

### بطولة
- زكي رستم
- شادية
- كارم محمود
- سراج منير
- ميمي شكيب
- عبد الفتاح القصري
- استيفان روستي
- وداد حمدي
- عبد المنعم إسماعيل
- صلاح منصور
- محمد توفيق

## أغاني الفيلم
- يادي الهنا

غناء: شادية وكارم محمود

كلمات: أبو السعود الإبياري، الحان: عزت الجاهلي
- واحدة واحدة يا بسكليتة

غناء: شادية وكارم محمود

كلمات: أبو السعود الإبياري، الحان: عزت الجاهلي
- الفرحة فرحتنا الليلة

غناء: شادية وكارم محمود

كلمات: أبو السعود الإبياري، الحان: أحمد صدقي
- صبحلي على الفل

غناء: كارم محمود

كلمات: أبو السعود الإبياري، الحان: أحمد صدقي

## روابط خارجية
- معلش يا زهر على موقع قاعدة بيانات الأفلام العربية